# Niklaus von Wattenwyl (Geistlicher)

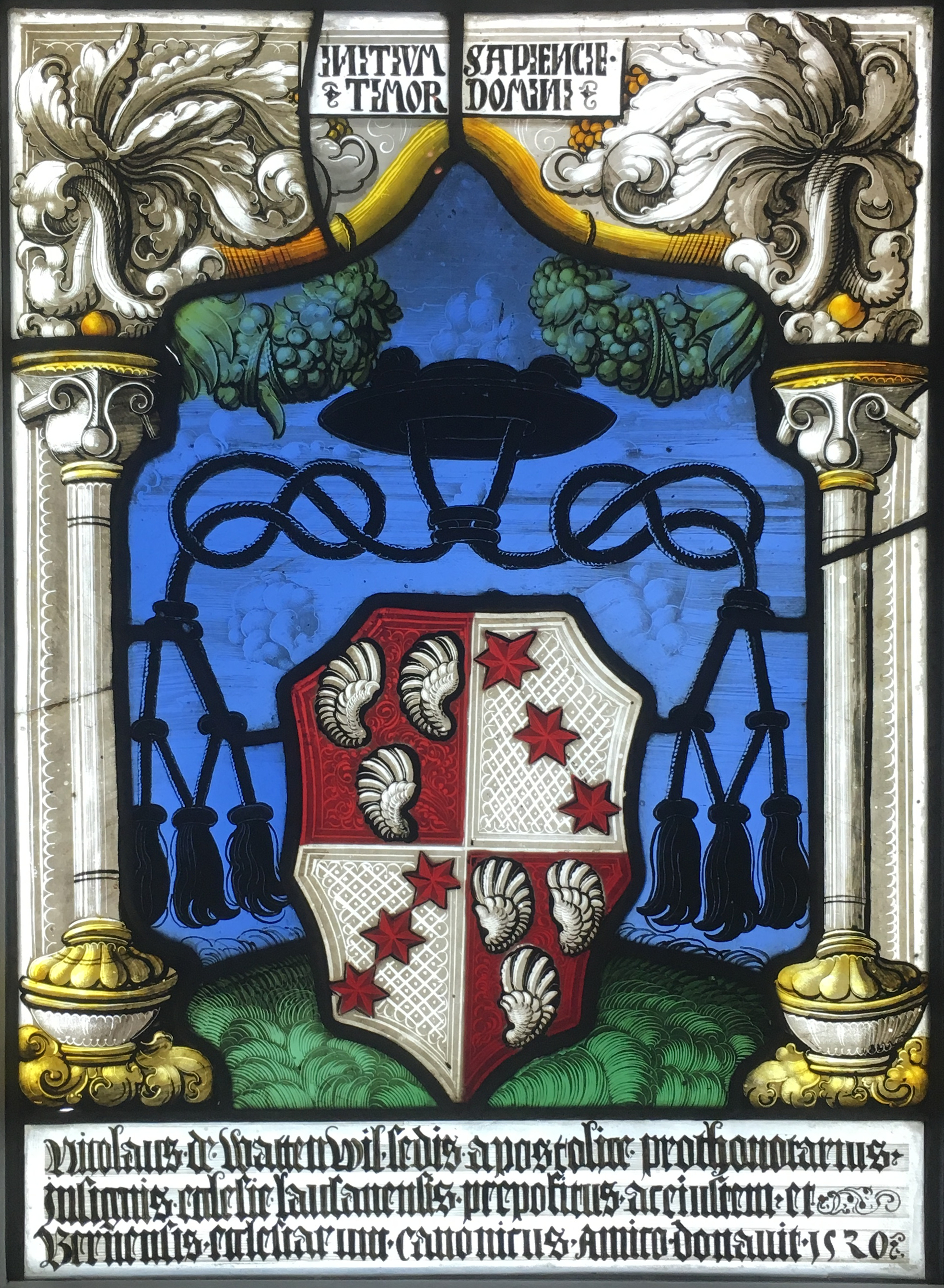
Wappenscheibe Niklaus von Wattenwyl, Protonotar (1520)

Niklaus von Wattenwyl (* 1492 in Bern; † 12. März 1551) war ein katholischer Priester, Propst, Domherr, Berner Grossrat und Förderer der Reformation.

## Leben
Niklaus von Wattenwyl war der älteste Sohn des wohlhabenden Berner Ratsherrn, Venners, Schultheissen, Feldherrn und Unterhändlers Jakob von Wattenwyl (1466–1525). Er studierte Theologie in Basel, Köln, Poitiers und um 1510 in Paris und wurde bereits als junger Mann 1508/1509 bis 1523 Chorherr am Berner St. Vinzenzenstift.
1512 reiste er nach Rom und konnte einen Titel eines Protonotars erwerben. Er durchlief die Karriere eines katholischen Geistlichen und wurde Prior in Montpreveyres, Kanonikat am Lausanner Domkapitel, 1514 Propst in Lausanne und 1515 Kanonikat am St. Niklausstift in Fribourg. 1517 unternahm er eine weitere Reise nach Rom und erlangte den Titel eines Juristen an der päpstlichen Universität. Danach wurde er Kanonikat am Domstift in Basel, Domherr zu Konstanz, Kommendatarabt des Klosters Montheron und nach seiner Weihe zum Priester 1518 Pfarrer von Romont. 1521 gab er das umstrittene Propstamt in Lausanne auf, 1522 war als Nachfolger von Matthäus Schiner, Bischof von Sitten im Gespräch, und er wurde aber 1523 Propst am Berner St. Vinzenzenstift. Sein illuminiertes Gebetbuch zeugt von seiner bedeutenden kirchlichen Stellung in vorreformatorischer Zeit.
Wattenwyl korrespondierte mit dem Reformator Huldrych Zwingli und neigte so immer mehr dem evangelischen Glauben und Bekenntnis zu. Zwingli widmete ihm sogar seine Schrift Göttliche und menschliche Gerechtigkeit, um den Stadtstaat Bern für die Reformation zu gewinnen. Er trat dann unerwartet am 1. Dezember 1525 aus dem geistlichen Stand aus und verzichtete auf Ämter und Würden. Er heiratete 1526 die ehemalige Nonne des Inselklosters Klara May, die Tochter des Claudius, des Herrn von Strättligen. Er kaufte 1527 die Herrschaft Wil (Schlosswil mit Schloss Wil). 1535 wurde er Berner Grossrat und war 1536 einer der Präsidenten der Lausanner Disputation, die der Reformation in der Waadt zum Durchbruch verhalf. 1539 wurde er Mitglied des Chorgerichtes in Bern.
Wie sein Vater Jakob erhielten ebenfalls 1533 und sieben weitere Jahre bis 1558 sein jüngerer Bruder, Hans Jakob von Wattenwyl (1506–1560), Freiherr zu Colombier NE, und ab 1581 sein  Sohn Johann von Wattenwyl (1541–1604) das angesehene Amt des Schultheißen der Stadt Bern.

## Familie
Am 11. April 1526 heiratete Niklaus von Wattenwyl die ehemalige Nonne Klara May (1505–1574), eine Tochter von Glado May und Luzia Brüggler. Sie hatten zusammen zehn Kinder:
- Petermann von Wattenwyl (1532–1581), Grossrat, Landvogt in Lausanne und Venner zu Bern, verheiratet mit Johanna von Erlach und Anna von Hallwyl
- Jakob von Wattenwyl (1533–?)
- Magdalena von Wattenwyl (1534–1572), verheiratet mit Martin Hofer und mit Rudolf Linder
- Katharina von Wattenwyl (1534–?)
- Margaretha von Wattenwyl (1537–?)
- Niklaus von Wattenwyl (1538–1581), verheiratet mit Ursula von Offenburg
- Johann von Wattenwyl (1541–1604), Oberst, Vogt und Schultheiss von Bern, viermal verheiratet
- Elisabeth von Wattenwyl (1543–1583), verheiratet mit Anton von Luternau
- Klara von Wattenwyl (1545–1597), verheiratet mit Anton Michel und mit Ludwig de Senarclens